# PRA Health Sciences
PRA Health Sciences est une entreprise américaine de sous-traitance pharmaceutique dans les essais cliniques et des fonctions associées, une CRO. Elle est basée à Raleigh en Caroline du Nord. Elle possède environ 11 000 employés.

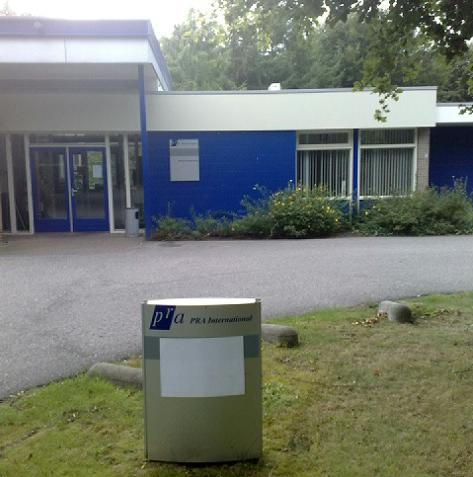
Le siège de la filiale néerlandaise à Zuidlaren.